# متمصرون
المتمصرون مصطلح يشير إلى الأجانب «المصريين» المقيمين في مصر، بشكل أساسي خلال القرنين التاسع عشر والعشرين.
تم تأسيس مجتمع المتمصرين لأول مرة في مصر في أوائل القرن التاسع عشر، بعد الحملة الفرنسية في مصر وسوريا واستيلاء محمد علي على السلطة، أصبحوا مكونًا مهمًا في المجتمع المصري منذ أوائل القرن العشرين، وعلى الرغم من تنوعهم كان ينظر إليه عادة على أنه مجموعة متجانسة من قبل القوميين المصريين.  تم طرد السكان الذين يحملون الجنسية البريطانية أو الفرنسية (على سبيل المثال الإغريق والإيطاليون واليهود) في الخمسينيات.

## قائمة المصادر
- Gorman، Anthony (2003). "The Mutamassirun". Historians, State and Politics in Twentieth Century Egypt: Contesting the Nation. Psychology Press. ISBN:9780415297530.